# Chuqi Pukyu
Chuqi Pukyu,, ou Choquepuquio (du Quechua "chuqi" = « or » ou de l'Aymara « métal précieux » et de "pukyu" = « source »),, est un ancien site Huari du département de Cuzco au Pérou. 
Ces vastes ruines sont situées dans la province de Quispicanchi, district de Lucre, près du village de Huacarpay et du lac homonyme, à 2 km du site archéologique de Pikillacta, près de la voie ferrée Cuzco - Puno.
Le site remonte à 400 av. J.-C. et a été probablement occupé par les cultures qui ont précédé les Huari (500 à 1200 apr. J.-C.), puis jusqu'à la période coloniale avant son abandon vers 1530.